# Nissan Sentra

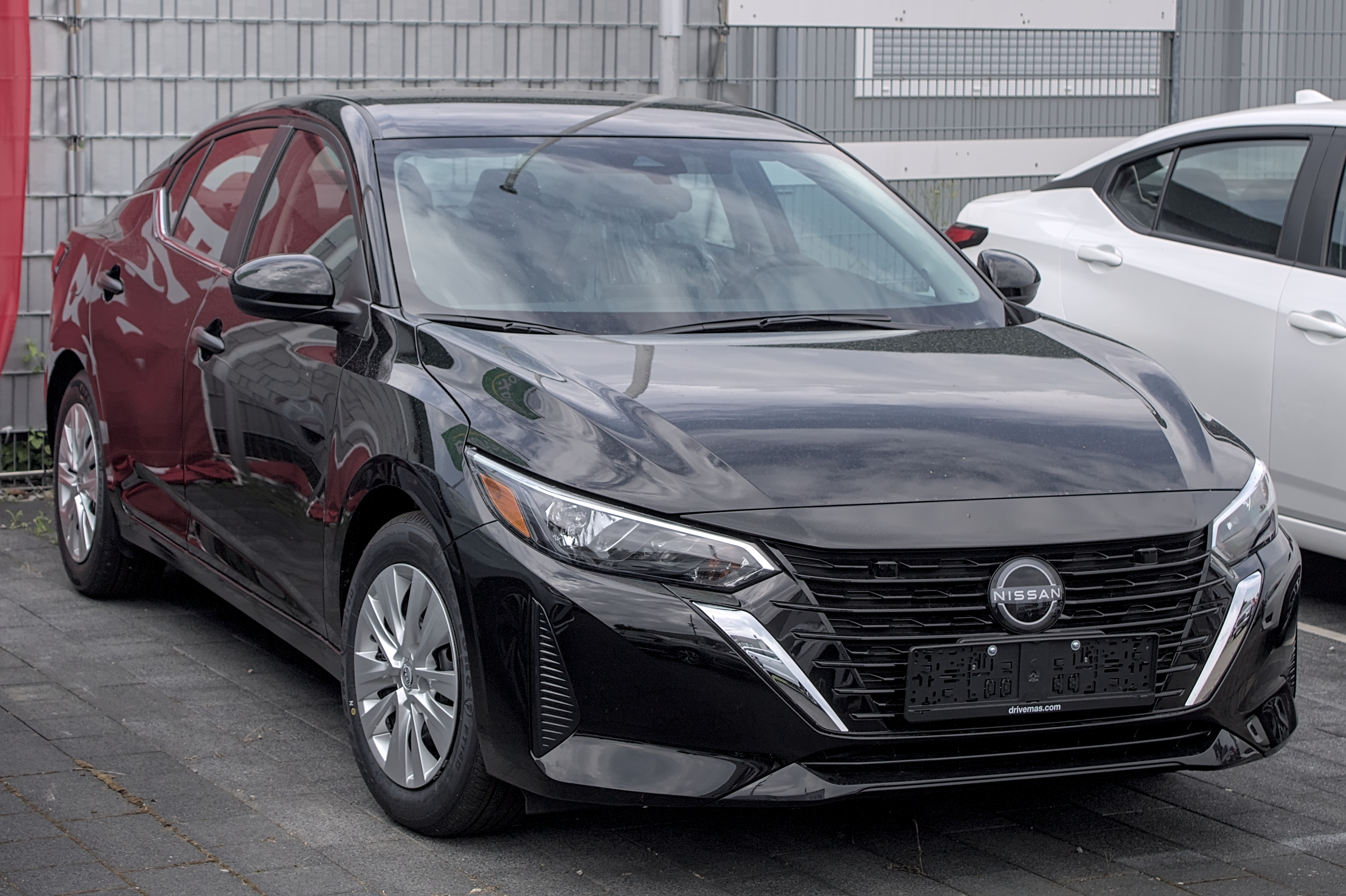
2024 Nissan Sentra

Der Nissan Sentra ist ein Personenkraftwagen des Herstellers Nissan Motors und war im Allgemeinen die Export-Version des japanischen Nissan Sunny. Der Name Sentra wird in Japan nicht verwendet.
In den Vereinigten Staaten war der Sentra ursprünglich ein Kompaktwagen. Über die Jahre ist der Sentra der Kompaktklasse entwachsen; im Entry-Level-Bereich wurde er mittlerweile durch den Nissan Versa ersetzt. Aufgrund seiner Geräumigkeit wird der Sentra von der US EPA nunmehr als Mittelklasse-Auto bewertet.
In einigen Staaten wird als Sentra auch die dritte und vierte Generation des Nissan Sylphy bezeichnet.
Details siehe Nissan Sunny.